# Aura kommun
Aura är en kommun i landskapet Egentliga Finland i Finland. Aura har cirka 3 955 invånare och har en yta på 95,58 km². Aura är beläget vid Aura å, cirka 25 kilometer från Åbo centrum. Auras närhet till Åbo medför ett stadigt växande invånarantal.
Aura är enspråkigt finskt.

## Historia
I Brunkala, som då hörde till Lundo, anlade åboborgarna Jacob Bremer och Hans Henrik Wittfooth år 1765 Järvenoja bruk, Finlands andra pappersbruk som verkade till omkring 1820.
Järnvägen mellan Åbo och Toijala, som invigdes 1876, medförde ett uppsving för trakten kring Aura station och Aura kommun bildades 1917 genom utbrytning av delar från Pöytis kommun i norr och Lundo kommun i söder. Numera stannar tågen inte i Aura stationssamhälle.

## Geografi

### Byar
I kommunen finns det 17 byar.

- Brunkala
- Hypöinen
- Järvenoja
- Järykselä
- Karviainen
- Kinnola
- Kuuskoski
- Käetty
- Lahto
- Laukkaniitty
- Leikola
- Leinakkala
- Leppäkoski
- Pitkäniitty
- Seppälä
- Simola
- Viilala

## Politik

### Mandatfördelning i Aura kommun, valen 1976–2021
| 5 | 3 | 1 | 7 | 5 |

| 4 | 3 | 1 | 7 | 6 |

| 4 | 4 | 1 | 6 | 6 |

| 4 | 3 | 1 | 7 | 6 |

| 4 | 4 | 1 | 1 | 6 | 5 |

| 4 | 4 | 8 | 5 |

| 4 | 4 | 8 | 5 |

| 2 | 6 | 1 | 7 | 5 |

| 10 | 11 |

| 2 | 5 | 2 | 7 | 5 |

| 13 | 8 |

| 1 | 6 | 3 | 5 | 6 |

| 15 | 6 |

| 6 | 2 | 5 | 6 |

| 11 | 8 |

| 1 | 4 | 4 | 5 | 5 |

| 10 | 9 |

## Demografi

### Befolkningsutveckling
| Befolkningsutvecklingen i Aura kommun 1975–2020                                                              | Befolkningsutvecklingen i Aura kommun 1975–2020 | Befolkningsutvecklingen i Aura kommun 1975–2020 | Befolkningsutvecklingen i Aura kommun 1975–2020 | Befolkningsutvecklingen i Aura kommun 1975–2020 |
| --- | ----------------------------------------------- | ----------------------------------------------- | ----------------------------------------------- | ----------------------------------------------- |
| |                                                 |                                                 |                                                 |                                                 |
| År |                                                 |                                                 | Folkmängd                                       |                                                 |
| 1975 | 1975                                            |                                                 | 2 338                                           |                                                 |
| 1980 | 1980                                            |                                                 | 2 470                                           |                                                 |
| 1985 | 1985                                            |                                                 | 2 692                                           |                                                 |
| 1990 | 1990                                            |                                                 | 2 960                                           |                                                 |
| 1995 | 1995                                            |                                                 | 3 288                                           |                                                 |
| 2000 | 2000                                            |                                                 | 3 338                                           |                                                 |
| 2005 | 2005                                            |                                                 | 3 699                                           |                                                 |
| 2010 | 2010                                            |                                                 | 3 911                                           |                                                 |
| 2015 | 2015                                            |                                                 | 3 986                                           |                                                 |
| 2020 | 2020                                            |                                                 | 3 959                                           |                                                 |
| Anm: Uppgifterna avser förhållandena den 31 december nämnda år enligt områdesindelningen den 1 januari 2022. |                                                 |                                                 |                                                 |                                                 |

### Språk
Befolkningen efter språk (modersmål) den 31 december 2022. Finska, svenska och samiska räknas som inhemska språk då de har officiell status i landet. Resten av språken räknas som främmande. För språk med färre än 10 talare är siffran dold av Statistikcentralen på grund av sekretesskäl.
| Språk                        | Talare 2022-12-31 | Talare 2022-12-31 |
| Språk                        | Antal             | Andel (%)         |
| ---------------------------- | ----------------- | ----------------- |
| Hela befolkningen            | 3 965             | 100,0             |
| Inhemska språk totalt        | 3 864             | 97,5              |
| Finska                       | 3 839             | 96,8              |
| Svenska                      | 25                | 0,6               |
| Främmande språk totalt       | 101               | 2,5               |
| Estniska                     | 34                | 0,9               |
| Polska                       | 11                | 0,3               |
| Thailändska                  | 10                | 0,3               |
| Språk med färre än 10 talare | 46                | 1,2               |

|  | Finska (96,8 %) |

|  | Svenska (0,6 %) |

|  | Främmande språk (2,6 %) |

|  | Finska (96,8 %) |

|  | Svenska (0,6 %) |

|  | Främmande språk (2,6 %) |

## Kultur

### Sevärdheter
- Museet Koskipirtti ("Forsstugan") i Kuuskoski by
- Veräjänkorva museum
- Sommarkaféet Prunkkalan Poikettava invid kyrkan, upprätthålls av hembygdsföreningen
- Aura kyrka
- Auraådalens kulturlandskap
- Kuhankuono vandringsleder (i anslutning till Kurjenrahka nationalpark)

## Bilder

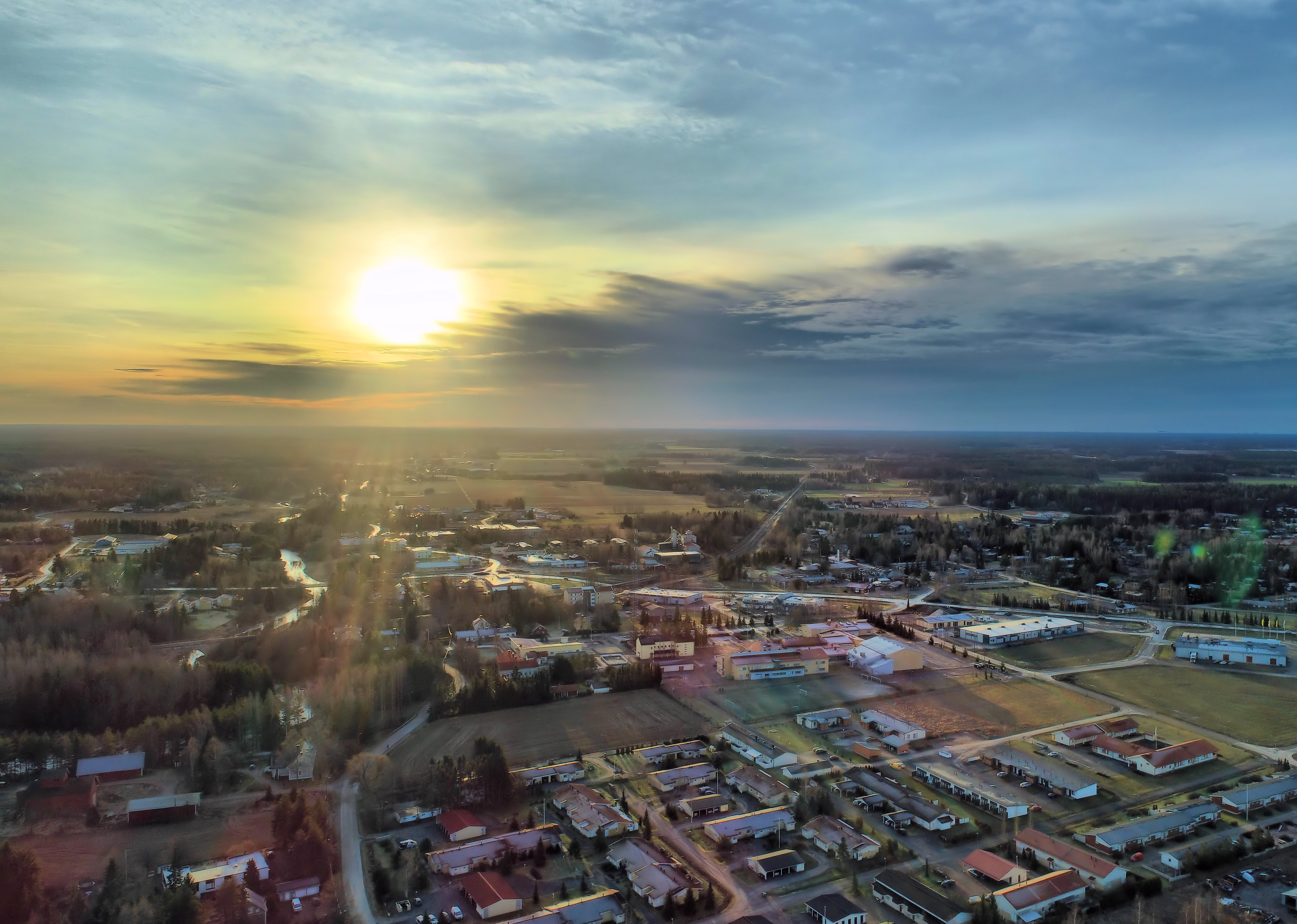
Aura centrum
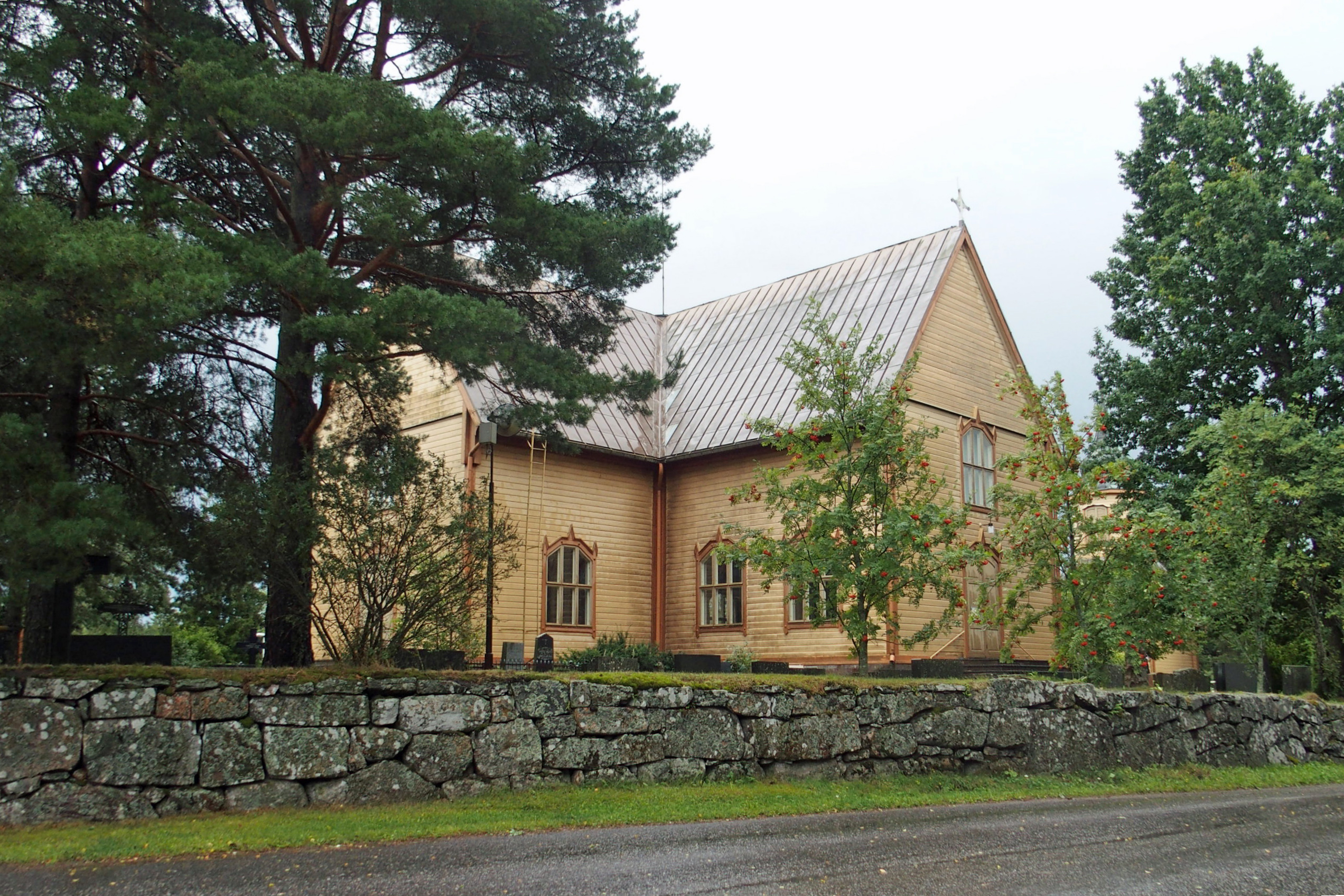
Aura kyrka i Prunkkala by
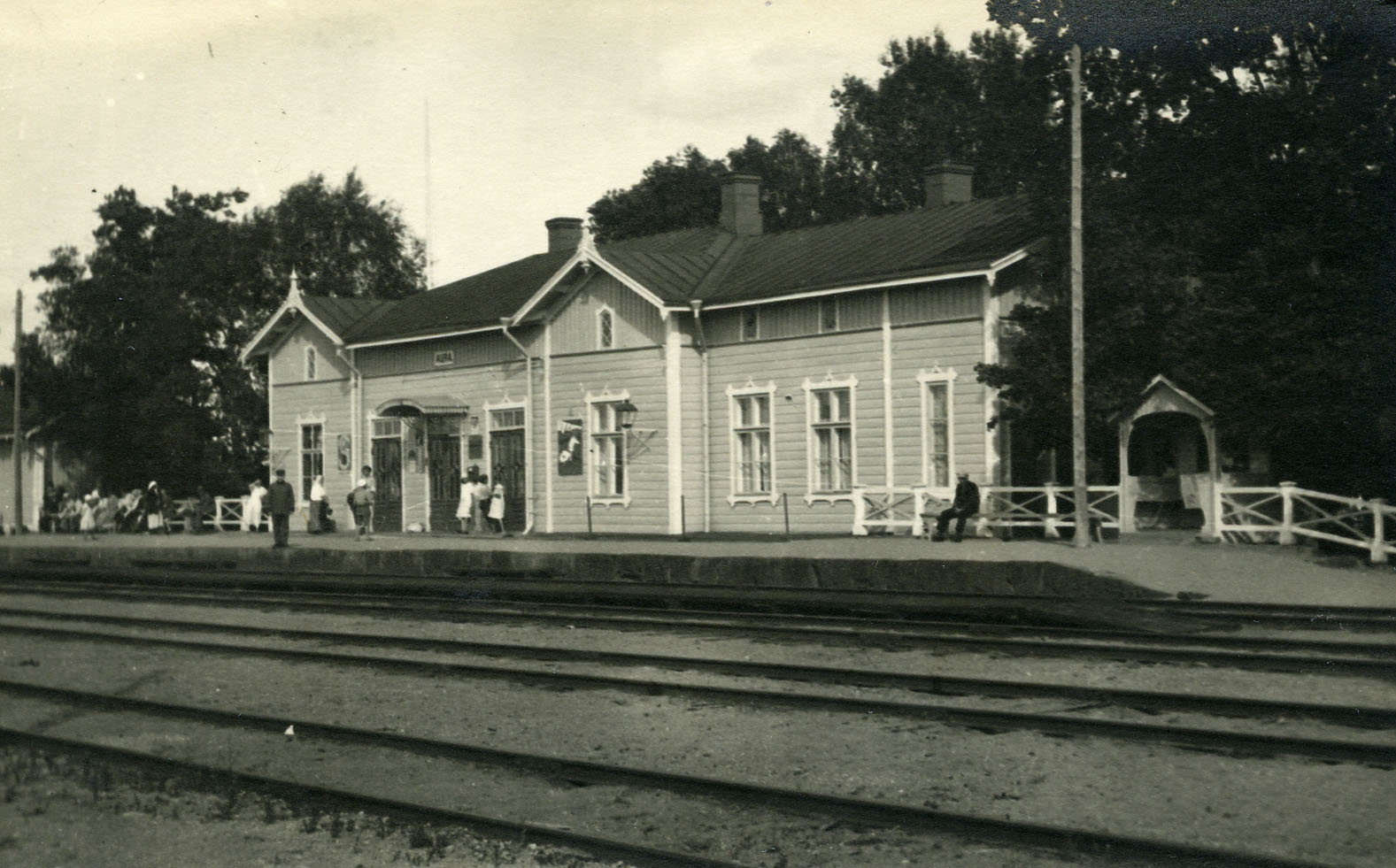
Aura järnvägsstation år 1924
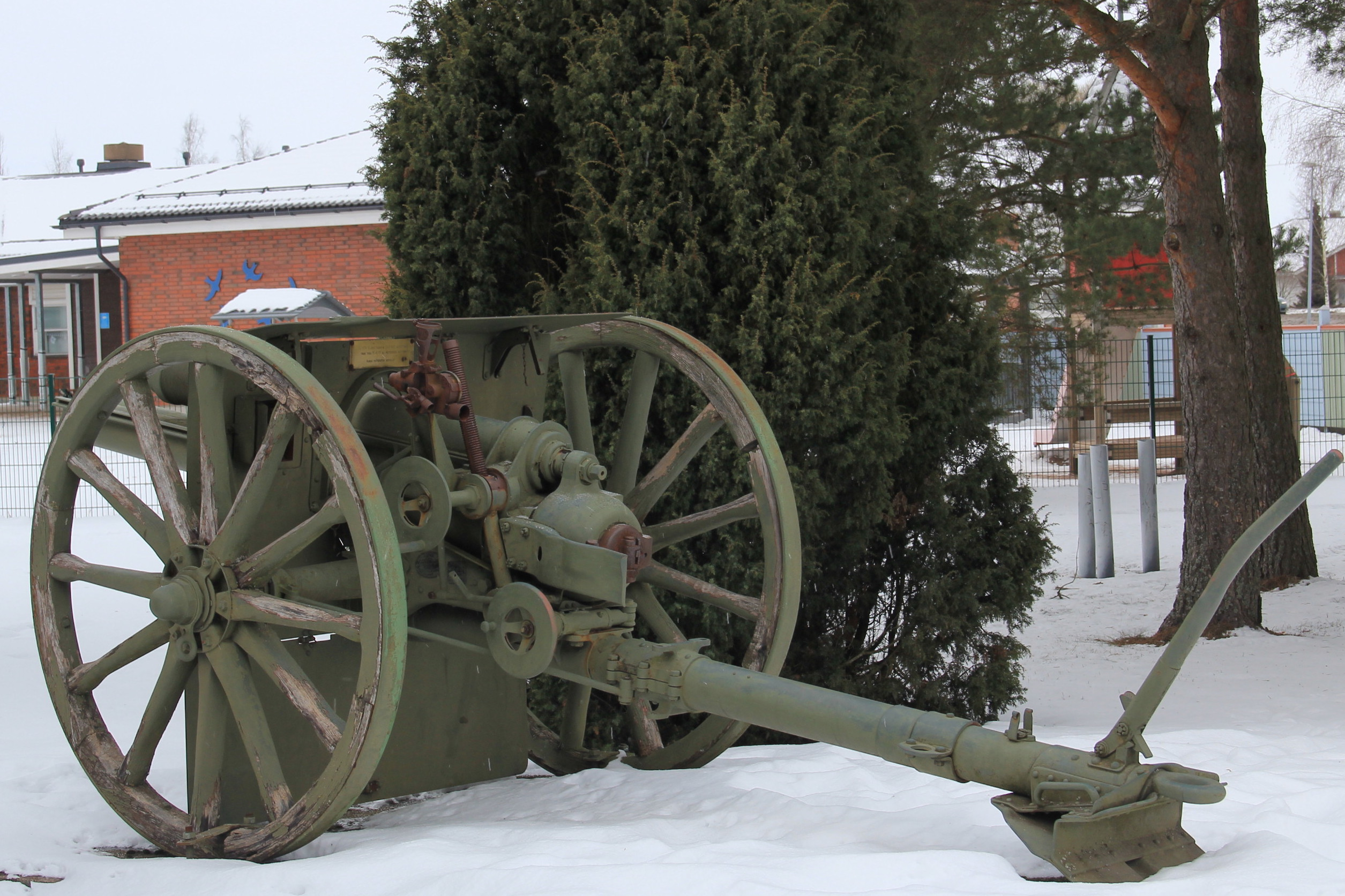
Veteranmonumentet vid järnvägsstationen